# Lotfia el-Nadi
Lotfia el-Nadi, arabisch لطفية النادي, DMG Luṭfiyya an-Nādī (geboren 29. Oktober 1907 in Kairo; gestorben 2002 ebenda) war eine ägyptisch–schweizerische Flugpionierin. Sie war die erste Frau aus Afrika und aus der arabischen Welt, die eine Pilotenlizenz erwarb.

## Biographie
Lotfia el-Nadi wurde in Kairo geboren. Ihr Vater arbeitete für die staatliche Druckerei, ihre Mutter war Hausfrau; die Familie gehörte zur bürgerlichen Mittelschicht. Nach Abschluss der Grundschule wurde erwartet, dass Lotfia el-Nadi traditionsgemäß heiraten würde, um Hausfrau und Mutter zu werden, weshalb sie keine weitere Ausbildung nötig haben würde. Ihre Mutter forderte sie aber auf, das American College zu besuchen, das moderne Lehrpläne hatte und an dem Sprachen unterrichtet wurden.
El-Nadi hatte jedoch einen Artikel über eine Flugschule gelesen, die gerade in Kairo eröffnet worden war, und sie beschloss, diese Schule zu besuchen. Sie wandte sich an Kamal Elwi, den damaligen Direktor von Egypt Air, und bat ihn erfolgreich um Unterstützung. El-Nadi konnte sich die Kosten für die Flugstunden nicht leisten, weshalb sie im Austausch gegen das Schulgeld als Sekretärin und Telefonistin an der Schule arbeitete. Sie war die einzige Schülerin unter 33 Männern und die einzige Frau auf dem gesamten Flughafen. Während ihre Mutter ihre Pläne unterstützte, täuschte sie ihrem Vater vor, eine Lerngruppe zu besuchen.
Nach nur 67 Studientagen erwarb Lotfia el-Nadi am 27. September 1933 im Alter von 26 Jahren den Pilotenschein, womit sie die erste Pilotin aus Afrika und aus der arabischen Welt war. Im Dezember 1933 nahm sie an einem Flugwettbewerb zwischen Kairo und Alexandria teil. Nach Amelia Earhart war el-Nadi die zweite Frau, die diesen Wettbewerb allein bestritt. Sie beendete das Rennen als Erste, gewann jedoch nicht, da sie einen Kontrollpunkt verpasst hatte. Dennoch erhielt sie von König Fu'ād I. eine Anerkennung in Höhe von 200 EGP. Amelia Earhart wurde eine Freundin, mit der sie korrespondierte. Die ägyptische Feministin Hudā Schaʿrāwī gratulierte el-Nadi zu ihrem Erfolg und sammelte Geld, damit el-Nadi sich ein eigenes Flugzeug kaufen konnte. Ihr Vater war zunächst erzürnt über ihre Aktivitäten und die Schlagzeilen über sie in den Zeitungen, zeigte sich aber besänftigt, nachdem seine Tochter mit ihm über die Pyramiden geflogen war.
Einige Zeit lang arbeitete el-Nadi als Sekretärin des Egyptian Aviation Club. 1938 verletzte sie sich bei einem Flugunfall an der Wirbelsäule und musste das Fliegen aufgeben. 1955 reiste sie zur medizinischen Behandlung in die Schweiz, wo sie 40 Jahre lang blieb, die Schweizer Staatsbürgerschaft erhielt und in Lausanne lebte. 1989 wurde sie nach Kairo eingeladen, um an der Feier zum 54. Jahrestag der zivilen Luftfahrt in Ägypten teilzunehmen, und sie erhielt den Verdienstorden des ägyptischen Luftfahrtverbandes. In ihren Achtzigern lebte sie einige Zeit in Toronto bei der Familie eines Neffen. Lotfia el-Nadi starb 2002 in Kairo im Alter von 95 Jahren; sie war unverheiratet.

## Rezeption
1996 wurde ein Dokumentarfilm von Wageh George über Lotfia el-Nadi mit dem Titel Take Off from the Sand produziert. Auf die Frage, warum sie vom Fliegen fasziniert gewesen sei, antwortete sie: „Ich wollte mich frei fühlen.“
An el-Nadis 107. Geburtstag im Jahre 2014 widmete die ägyptische Seite von Google ihr ein Google Doodle, ebenso 2017 zum Internationalen Frauentag am 8. März 2017, dem Year of Egyptian Women.